# Mga anak ni Facifica Falayfay
Mga anak ni Facifica Falayfay, noto anche come Mars Ravelo's Mga Anak ni Facifica Falayfay, è un film del 1987 diretto da Romy S. Villaflor e sceneggiato da Tony Mortel, che ha come protagonista Dolphy. Si tratta del sequel di Facifica Falayfay del 1969.
La pellicola vede il debutto sul grande schermo della giovane cantante Zsa Zsa Padilla, divenuta poi moglie dello stesso Dolphy.

## Trama
Il film segue le vicende di Facifica Falayfay dopo che quest'ultimo si era innamorato di Ligaya sul finire del prequel. Intense riflessioni sulla propria identità sessuale portano l'uomo a diventare eterosessuale e a riproporsi alla società come poliziotto con il suo nome originale. Pacifico e Ligaya avranno tre figli: Eric, Rolando e Rodrigo.
La vita di Pacifico, noto ai tre figli come uomo severo e simbolo della mascolinità, è tuttavia messa alla prova dall'improvvisa morte della moglie che lo fa cadere nella disperazione. Ormai adulti, Eric, Rolando e Rodrigo vivono ognuno la propria vita da adolescenti e sono protagonisti di numerose vicende. Rodrigo, profondamente addolorato dalla perdita della madre, scopre intanto la sua omosessualità e cerca di ottenere l'approvazione di Pacifico.
Pacifico cerca di rifarsi una vita sposando la giovane amica Cristina, mentre Rodrigo viene a sapere del suo passato da omosessuale. Dopo averlo inizialmente negato, egli racconta a Rodrigo la sua storia e accetta finalmente la decisione del figlio.

## Personaggi e interpreti
- Pacifico Manalastas/Facifica Falayfay, interpretato da Dolphy
- Rodrigo Manalastas, interpretato da Roderick Paulate
- Cristina Mendoza, interpretata da Zsa Zsa Padilla
- Rolly Manalastas, interpretato da Rolly Quizon
- Eric Manalastas, interpretato da Eric Quizon
- Sergente Tamboyong, interpretato da Panchito Alba
- Caporal Acosta, interpretato da Babalu
- Il sindaco, interpretato da Bayani Casimiro
- Lotlot De Leon
- Charlie Davao
- Rose Ann Gonzales

## Produzione
Il film è un adattamento cinematografico dell'omonimo fumetto ideato da Mars Ravelo e pubblicato dalla Pilipino Komiks nel 1968.